# Fischach
Fischach er en købstad i Landkreis Augsburg i Regierungsbezirk Schwaben i den tyske delstat Bayern, med med godt 4.600 indbyggere.

## Bydele og landsbyer
| - Aretsried - Elmischwang - Itzlishofen - Fischach - Heimberg - Reitenbuch | - Siegertshofen - Todtenschläule - Tronetshofen - Willmatshofen - Wollmetshofen |